# Meczet Müderrisa Alego Efendiego w Prizrenie
Meczet Müderrisa Alego Efendiego (alb. Xhamia e Myderriz Ali Efendisë) – meczet w Prizrenie w Kosowie. Został zbudowany w latach 1543-1581 podczas panowania osmańskiego w typowym stylu osmańskim. 
Meczet powstał z inicjatywy Alego Efendiego, który w XVI w. był zarządcą Prizrenu, w imieniu władz osmańskich (grób fundatora znajduje się w ogrodzie otaczającym świątynię). Budowniczym meczetu był Hasan Çelebi. Medresa, która powstała przy meczecie była jedną z pierwszych w Prizrenie (nie zachowała się do dziś). Po zakończeniu II wojny światowej budynek meczetu był wykorzystywany przez Czerwony Krzyż i uległ poważnym zniszczeniom w wyniku niewłaściwego jego użytkowania. W 1975 meczet został zniszczony w wyniku pożaru, tracąc część oryginalnego wyposażenia, ale w latach 80. został odrestaurowany. W 1989 został uznany przez władze Prizrenu za obiekt zabytkowy. Meczet znajduje się przy Rr.Papa Gjon Pali II (ulica Jana Pawła II), w sąsiedztwie katedry katolickiej. 